# Mortágua
Mortágua is een gemeente in het Portugese district Viseu.
De gemeente heeft een totale oppervlakte van 251 km² en telde 10.379 inwoners in 2001.

## Plaatsen in de gemeente
- Almaça
- Cercosa
- Cortegaça
- Espinho
- Marmeleira
- Mortágua
- Pala
- Sobral
- Trezói
- Vale de Remígio